# Valle de Sonoma (AVA)
El Sonoma Valley AVA es un Área Vitivinícola Americana en el condado de Sonoma, California, que se centra en el Valle de Sonoma (también conocida como The Valley of the Moon o el Valle de la Luna) en la parte sur del condado. La denominación está bordeada por dos cadenas montañosas: hacia el este por las Montañas Mayacamas y al oeste por las Montañas del Condado de Sonoma.